# Ateneo Guipuzcoano
El Ateneo Guipuzcoano, inicialmente de San Sebastián (España), se fundó en 1870 y es la entidad cultural más antigua de la ciudad.

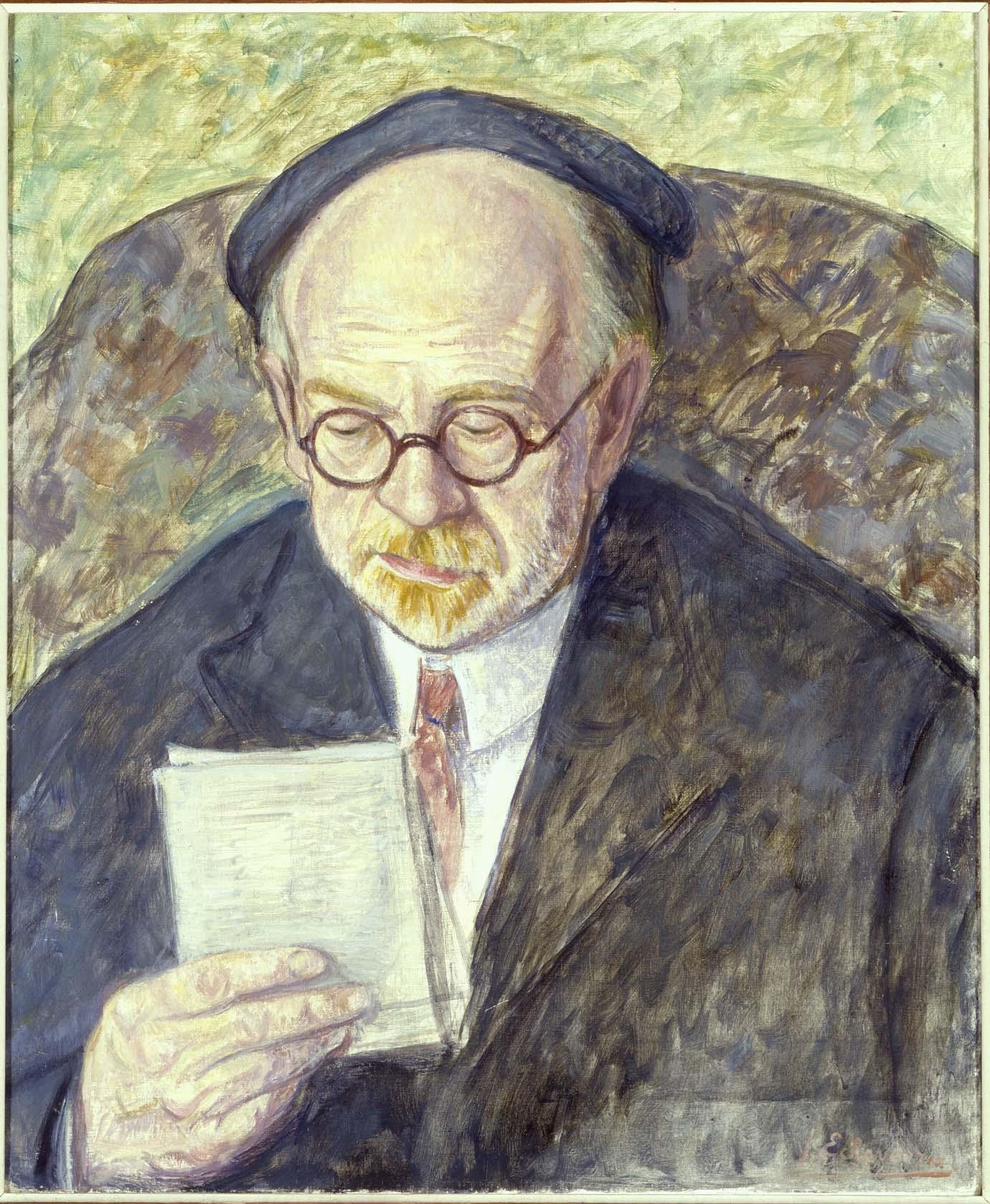
Pío Baroja

Es una sociedad privada que surgió con la idea de educar y crear un foro de debate de los temas que eran y son actualidad, desde la educación pública o los derechos de las mujeres, hasta la expansión de la ciudad tras el derribo de las murallas en 1863.
Tuvo su edad de oro entre 1916 y 1936 y durante la posguerra fue de las pocas entidades culturales existentes junto a la Bascongada, la Academia Errante, la Sociedad de Ciencias Aranzadi o la Sociedad de Estudios Vascos.
En el periodo de la transición tuvo años críticos al acumular una deuda insalvable para quedarse sin sede en 1992.
En la actualidad cuenta con unos 100 socios y sigue organizando conferencias, conciertos y proyecciones de cine.

## Historia
A lo largo del siglo XIX se fueron desarrollando ateneos en diferentes ciudades españolas con características similares.
Las primeras reuniones del Ateneo de San Sebastián se celebraron en el domicilio particular de José Arana, uno de los promotores de los festejos que años más tarde darían origen a la Semana Grande de San Sebastián. El color político de sus fundadores era liberal y moderado.
En sus actividades, participaron a lo largo de su historia gran parte de la intelectualidad de la ciudad: escritores, pintores, médicos, profesores etc. 
Los cambios de sede fueron una constante: calle Legazpi, Mayor, Plaza Lasala, la Avenida de la Libertad, el Pequeño Casino o el actual edificio del Koldo Mitxelena, fueron algunos de los emplazamientos.
Los años treinta del siglo XX fueron sus mejores años que se truncaron con la guerra y posguerra civil. Algunos conferenciantes fueron los escritores Federico García Lorca, Jacinto Benavente, Miguel de Unamuno, Rafael Alberti, Pío Baroja, Valle Inclán, María Zambrano o José Ariztimuño entre otros.
,De otros ámbitos destacaron Clara Campoamor, Miguel Maura o Niceto Alcalá-Zamora, el arqueólogo Adolf Schulten, el médico Gregorio Marañón o el arquitecto Walter Gropius.

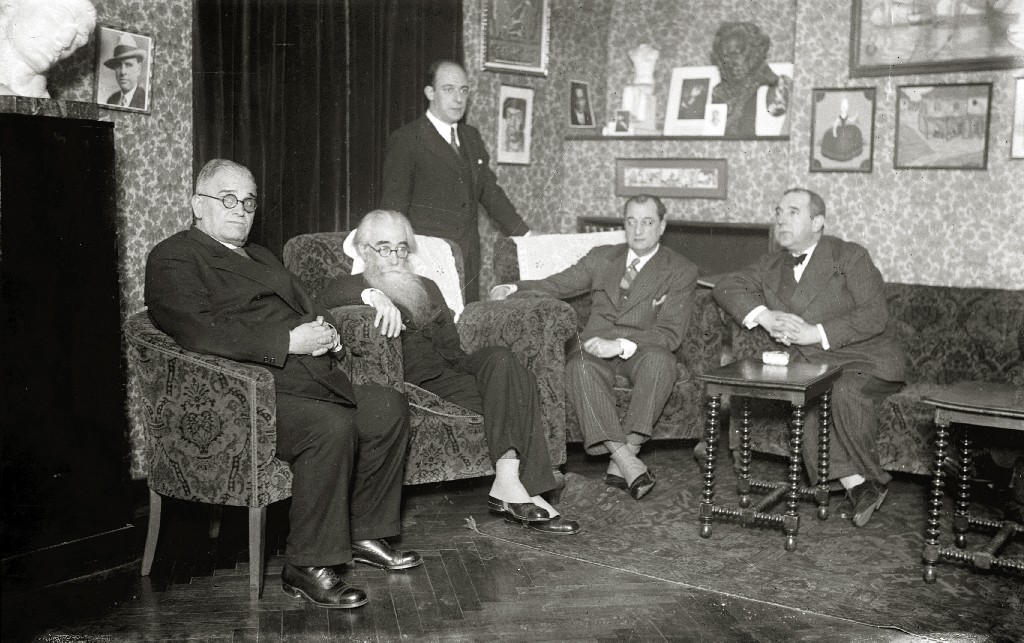
Valle Inclán y otros en el Ateneo donostiarra

Tras la guerra civil, se recuperó el Ateneo con el nombre de Círculo Cultural Guipuzcoano y el gobierno cedió una sede en 1945.  
En esta fase es reseñable la presencia de escritores como Camilo José Cela, Torrente Ballester, José Luis Sampedro, Luis Martin Santos, Julián Marías, Gerardo Diego. Gabriel Celaya, Fernando Sabater, o Miguel Delibes. De otros ámbitos el profesor Manuel Agud o Enrique Múgica. Hubo exposiciones de pintura con la presencia, entre otros, de Menchu Gal, Eduardo Chillida, Antonio Valverde o Miguel Ángel Álvarez.
En 1992 el edificio de la sede fue derribado y el Ayuntamiento de San Sebastián ofreció una sede provisional posteriormente la Caja de Ahorros Municipal cedió su espacio de la Biblioteca del Doctor Camino en la parte vieja de la ciudad.
Los continuos cambios de sede del Ateneo han provocado que la biblioteca que posee la entidad con más de cinco mil ejemplares, muchos de ellos primeras ediciones de libros de principios del siglo XX, haya sufrido muchos cambios de ubicación.
Hoy día este fondo está depositado en la Biblioteca Municipal de San Sebastián, en la plaza de la Constitución.
Los últimos presidentes del Ateneo fueron Julio Caro Baroja, Manuel Agud, Ángel García Ronda y el actual Javier Mina Astiz.
En definitiva, el Ateneo Guipuzcoano es una institución heredera de la Ilustración. A lo largo de sus más de 150 años de historia ha sufrido múltiples vicisitudes históricas, pero siempre ha mantenido el espíritu abierto y de curiosidad cultural a toda la ciudadanía.